# Sonic Adventure 2
Sonic Adventure 2 (ソニックアドベンチャー2?, Sonikku Adobenchā Tsū) è un videogioco a piattaforme e di azione sviluppato da Sonic Team e pubblicato il 19 giugno 2001 in America del Nord ed il 23 giugno 2001 in Giappone ed Europa da SEGA per il Sega Dreamcast.
Il gioco è stato pubblicato da SEGA nel giugno del 2001, proprio in concomitanza con il decimo anniversario della serie di Sonic the Hedgehog e del suo personaggio principale. Per festeggiare l'evento, il gioco è stato reso disponibile nei giorni 23 e 24 giugno 2001 anche in uno speciale Birthday Pack (lett. pacchetto compleanno), contenente la versione giapponese del prodotto, un CD musicale con alcuni dei temi principali dei primi due Sonic Adventure e un libretto contenente informazioni e aneddoti su Sonic e i giochi che lo hanno visto come protagonista.
Sonic Adventure 2 è il settimo capitolo principale della serie, secondo completamente in 3D e a presentare il nuovo attuale design dei protagonisti dopo Sonic Adventure e ultimo videogioco di Sonic uscito su una console targata SEGA. Il gioco ripropone i personaggi principali di Sonic Adventure: Sonic the Hedgehog, Miles "Tails" Prower, Knuckles the Echidna, Amy Rose e il Dr. Eggman e introduce per la prima volta nella serie i personaggi principali Shadow the Hedgehog e Rouge the Bat.

## Trama
(Tagline del gioco)
La trama del gioco è costituita dall'intreccio di due storie parallele: la Hero Story (dove il punto di vista è per l'appunto quello degli eroi, cioè Sonic the Hedgehog, Miles "Tails" Prower e Knuckles the Echidna) e la Dark Story (dove il punto di vista è invece quello degli antagonisti, nella fattispecie Shadow the Hedgehog, il Dr. Eggman e Rouge the Bat). Giocando entrambe le storie, sarà possibile assistere a due finali alternativi e sbloccare quello vero, che conduce alla risoluzione definitiva della trama.

### Hero Story
Il gioco incomincia con la fuga di Sonic da un elicottero della G.U.N., dove è tenuto prigioniero. Una volta evaso, scopre il motivo per cui l'esercito gli sta dando la caccia: è stato confuso per Shadow, un misterioso porcospino nero dalle strisce rosse capace di manipolare lo spazio e il tempo attraverso l'energia dei Chaos Emerald, autore di una rapina in banca e la distruzione di alcuni edifici militari. Dopo un breve scontro che si conclude con la fuga di Shadow, Sonic viene trovato e catturato nuovamente.
Nel frattempo, Knuckles è alle prese con Rouge, un'ambigua e avida pipistrello bianca di sesso femminile dalla bellezza fatale intenzionata a sottrargli il Master Emerald. Nel bel mezzo della disputa, interviene Eggman, che con la sua navicella afferra lo smeraldo e fa per andarsene, ma Knuckles, intervenendo appena in tempo, lo fa a pezzi, in modo da impedire che possa essere rubato ancora. Rouge, che stravede per i gioielli, rimane piuttosto interdetta e sfida l'echidna alla ricerca dei pezzi dispersi.
Intanto Tails sta sorvolando Prison Island, il complesso militare dove Sonic è tenuto prigioniero, e qui incontra Amy Rose, anche lei intenzionata a liberare il riccio blu, salvo essere aggredita da Eggman. Tails la difende, sconfiggendo lo scienziato. Sonic viene liberato da Amy e informato che Eggman e Shadow si trovano sull'isola. Decide così di avventurarsi nella giungla, dove ha finalmente l'occasione di affrontare il suo rivale. Eggman, però, avvisa il riccio nero che l'isola sta per esplodere e fuggono insieme. Anche Sonic, Tails e Amy, sebbene appena in tempo, riescono a mettersi in salvo.
Mentre Knuckles è alla ricerca degli altri pezzi del Master Emerald, sugli schermi giganti di Central City appare Eggman che annuncia trionfante la sua imminente conquista del mondo: attiva così, nello spazio siderale, un enorme cannone alimentato dai Chaos Emerald recante il suo volto e spara alla Luna, dando dimostrazione della sua immensa potenza. Mostrando un timer indicante un conto alla rovescia di 24 ore, il dottore annuncia che il cannone farà nuovamente fuoco, stavolta in direzione della Terra.
Anche Amy, Tails e Sonic assistono alla scena e capiscono subito da dove proviene tutta quell'energia. Tails decide di cercare Eggman usando un Chaos Emerald in suo possesso come radar, mentre Sonic cerca di sgominare la polizia. Il piano della giovane volpe si rivela un fallimento; tuttavia, infiltrandosi nei computer governativi, scopre che Eggman è in contatto col presidente: raggiungendo la sua limousine, potrebbe scoprire da dove viene il segnale. Allo stesso tempo, Knuckles sbuca da un tombino dopo essersi perso nelle miniere e si unisce al gruppo.
Intanto Eggman sta minacciando il presidente di arrendersi, se questi non vuole che il paese venga distrutto. Sonic e Tails giungono nel bel mezzo della conversazione e la volpe riesce a captare il segnale: proviene dalla colonia spaziale ARK. Seguendo le indicazioni di Knuckles, giungono a una piramide nel bel mezzo del deserto dalla quale il vecchio dottore riuscirebbe ad accedere allo spazio: è lì che l'echidna ha visto lo scienziato pazzo, accompagnato da Rouge. Sonic e Tails riescono a farsi strada verso l'interno, mentre Knuckles riesce a trovare la chiave dell'ingresso principale, ma vengono sorpresi da Eggman che scatena un golem contro di loro.
Sonic lo sconfigge e i quattro partono alla volta dello spazio, ma mentre attraversano una fascia di asteroidi lo shuttle va a sbattere e i frammenti del Master Emerald vengono sbalzati fuori. Knuckles, ormai fuori di sé, cerca di impadronirsi dei controlli per tornare indietro a recuperarli, ma alla fine i quattro, seppur rocambolescamente, riescono a raggiungere la stazione spaziale.
Sonic, Tails e Amy si trovano ora dentro la struttura, mentre Knuckles sembra scomparso nel nulla. Tails spiega che l'ARK era un avanzatissimo centro di ricerca scientifico, chiuso più di cinquant'anni fa a causa di un terribile incidente. Per quanto riguarda l'arma, l'unico modo che hanno per neutralizzarla è farlo dall'interno, dato che gli scudi sono quasi impenetrabili. A tal proposito, la volpe mostra un oggetto fondamentale per il successo della missione: uno smeraldo falso, capace di invertire l'energia di quelli veri e di fare implodere il cannone. Tails si dirige verso il centro d'alimentazione per disattivarlo, mentre Sonic raggiunge la stanza di controllo per inserirvi lo smeraldo. Proprio quando il riccio blu lo sta per fare, riceve una chiamata da parte di Eggman, che ha catturato Tails e Amy, e gli viene intimato di dirigersi verso i laboratori di ricerca.
Frattanto, Knuckles è impegnato nella ricerca dei pezzi del Master Emerald nello spazio. Incontra nuovamente Rouge e i due si scontrano. Durante il combattimento, Rouge scivola e cade in una pozza di lava, ma viene salvata da Knuckles. Alla fine Rouge decide di restituire al suo rivale il maltolto, contribuendo così alla ricostruzione dell'enorme smeraldo andato in pezzi. L'echidna se ne va, mentre il pipistrello gli lancia un'occhiata maliziosa.
Sonic raggiunge il Dr. Eggman, che gli ordina di lasciare il doppione al centro della stanza, se vuole salvare i suoi amici. Il riccio esegue senza discutere, cadendo così in una trappola: una capsula lo imprigiona, lo sgancia nello spazio ed esplode. Tails, nonostante lo shock, non cede alle minacce di Eggman, che vorrebbe lo smeraldo vero per sé, e lo affronta.
Knuckles fa per andarsene, quando all'improvviso Sonic si materializza davanti ai suoi occhi: si è salvato usando la poca energia contenuta nello smeraldo falso per teletrasportarsi all'interno colonia. Prega l'echidna rosso di aiutare i suoi amici, mentre lui va a fermare il cannone. Incontra così nuovamente Shadow, con cui ingaggia una furiosa lotta.
Tails, che ha appena sconfitto Eggman, e Amy ricevono una chiamata: è la voce di Sonic quella che sentono. Guardano fuori e lo vedono mentre, aggrappato ad un'antenna, gli sorride e alza il pollice in segno di vittoria. Il cannone è stato disattivato e la minaccia è stata scongiurata.

### Dark Story
(Shadow al primo incontro con Sonic)
Il gioco incomincia con il Dr. Eggman che fa irruzione all'interno di una base della G.U.N.: pare infatti che l'esercito custodisca una potente arma, alla quale il suo brillante nonno, il professor Gerald Robotnik, stava lavorando prima di morire, e le cui sperimentazioni erano state interrotte proprio perché il governo temeva la sua incredibile potenza.
Giunto nella camera dov'è custodita, Eggman attiva la capsula che la contiene. Ciò che vede lo lascia di stucco: l'arma militare segreta è un riccio nero di nome Shadow the Hedgehog, che dà mostra delle sue capacità abbattendo un mech dell'esercito. Shadow è molto grato ad Eggman per averlo liberato e decide di aiutarlo nella conquista del mondo, a patto che lo scienziato raccolga per lui tutti i Chaos Emerald e li porti alla colonia spaziale ARK. Eggman, seppur ancora incredulo, accetta e il riccio se ne va.
Frattanto Rouge, una femmina di pipistrello avida, maliziosa e intrigante, grande cacciatrice di tesori, nonché collezionista di gioielli, cerca di rubare il Master Emerald, ma deve fare i conti con il suo guardiano, Knuckles, deciso più che mai a difenderlo. A peggiorare le cose ci pensa Eggman, che cerca di sottrarre lo smeraldo verde per sfruttare la sua immensa energia, ma viene fermato dall'echidna appena in tempo e il Master Emerald viene quindi fatto a pezzi. Rouge va su tutte le furie, ma non si dà per vinta e si mette alla ricerca dei frammenti prima che ci arrivi Knuckles.
Eggman, ancora sospettoso riguardo alle vere intenzioni di Shadow, si dirige nella sua base segreta all'interno di una piramide dove, attraverso un notiziario, scopre che il riccio nero è penetrato nella banca federale e ha sottratto un Chaos Emerald. Intanto Shadow si trova su di un ponte, mentre assiste all'arrivo di una pattuglia di polizia che lo vuole catturare. Mentre osserva, ha un flashback: dopo un disperato inseguimento attraverso un angusto corridoio, Shadow saluta per l'ultima volta una ragazza bionda di nome Maria (cugina del Dr. Eggman), che lo prega di fare qualcosa "per lei e per tutta l'umanità", e lo sgancia nello spazio all'interno di una capsula. Shadow giura così di perpetrare quello che aveva giurato alla sua cara e defunta amica: vendetta. Riesce a seminare la polizia e incontra Sonic the Hedgehog, al quale mostra la potenza del suo Chaos Control prima di scomparire.
Nel frattempo, Rouge si trova nella piramide del Dr. Eggman e sta parlando con una ricetrasmittente: il pipistrello lavora per il governo come spia e sta cercando il dottore per carpirgli i suoi malefici piani, scoprendo che questi si trova all'interno della colonia spaziale ARK.
Eggman, intanto, si trova con Shadow nella sala di controllo. Qui il riccio nero gli mostra una delle tante temibili armi alle quali i ricercatori lavoravano quando l'ARK era ancora operativa: il Cannone Eclissi, un cannone capace di distruggere un intero pianeta, alimentato tramite l'energia dei Chaos Emerald. Eggman, soddisfatto da quanto il riccio gli prospetta, decide con convinzione di unirsi a lui, ma nel bel mezzo della conversazione arriva Rouge che, anziché catturare lo scienziato, stringe con lui un patto: se lo aiuterà a trovare tutti i Chaos Emerald necessari, ella potrà beneficiare del diritto di usarli come radar per rintracciare i frammenti dell'agognato Master Emerald.
Il trio si dirige su Prison Island, dove l'esercito custodisce altri smeraldi. Il piano di Eggman è questo: lui distrarrà i militari, mentre Rouge avrà tutto il tempo di cercare gli smeraldi e Shadow piazzerà una carica esplosiva per far saltare in aria l'isola, così da non lasciare alcuna prova. I tre stanno per mettersi all'opera, quando all'improvviso una femmina di riccio rosa si precipita su Shadow, stringendolo a sé e chiamandolo "Sonic". Eggman la riconosce subito: è Amy Rose. Accortasi del terribile malinteso, il porcospino rosa scappa via inseguita da Eggman e salvata poi da Tails.
Rouge, intanto, è riuscita ad entrare nella base e a recuperare gli smeraldi, ma rimane bloccata all'interno, mentre la bomba è in procinto di esplodere. Contatta Shadow, chiedendo il suo aiuto. Il riccio nero potrebbe lasciarla morire, ma, memore dell'ingiusta fine di Maria, si precipita ad aiutarla. Sulla sua strada incrocia Sonic, con cui combatte brevemente salvo essere interrotto da Eggman, che avvisa Shadow dell'imminente esplosione. Si tira così indietro e si precipita a salvare Rouge.
Tornato assieme al dottore e alla cacciatrice di tesori sulla colonia, Shadow ha un altro flashback: sta osservando la Terra da una vetrata dell'ARK insieme alla sua unica amica, la dolce Maria. Chiedendo alla ragazza come sia la vita laggiù, riporta alla mente il proposito del suo creatore, Gerald Robotnik, di adoperare la scienza per garantire la felicità degli umani. Si chiede inoltre quale sia il reale motivo della sua esistenza. Shadow viene distratto dai suoi pensieri dall'arrivo di Rouge, che lo stuzzica riguardo al vero motivo per cui l'ha salvata, a parte recuperare i Chaos Emerald. Intanto il momento è quasi giunto: manca un solo smeraldo per ripristinare completamente il cannone, ma quelli in possesso di Eggman sono più che sufficienti per una dimostrazione. Così lo scienziato annuncia la sua imminente conquista del mondo alla nazione e distrugge la Luna, dando infine un ultimatum di ventiquattr'ore ai terrestri.
Nonostante il piano sia quasi compiuto, Eggman è più furioso che mai: il cannone impiegherà troppo tempo per ricaricarsi, a meno che non venga finalmente trovato l'ultimo smeraldo. Rouge, grazie a un vecchio articolo di giornale, scopre che è in possesso di Tails e il dottore ordina a lei e a Shadow di rintracciarlo. Quando lo scienziato e il riccio si sono ormai allontanati dalla sala di controllo, Rouge, sperando di non essere udita, effettua una chiamata, in cui afferma di non aver accertato se Shadow sia o meno la "forma di vita definitiva" e che continuerà a lavorare per ottenere ulteriori informazioni sul "Progetto Shadow".
Il pipistrello e il riccio nero riescono a individuare il Tornado, l'aereo su cui Sonic e i suoi amici stanno viaggiando, e informano Eggman del loro imminente arrivo alla piramide. Ciononostante, lo scienziato non riesce a fermarli, permettendo loro di partire alla volta dello spazio. Rouge, contattata dal dottore, viene informata di come le cose si siano complicate e si fa dare con l'inganno la password per accedere al computer della sala di controllo. Scopre così che il "Progetto Shadow" e Shadow the Hedgehog non sono la stessa cosa. Gli allarmi, quindi, segnalano la presenza di intrusi e Rouge si mette alla ricerca degli ultimi pezzi del Master Emerald mancanti, incappando però in un Knuckles più agguerrito che mai. Mentre si confrontano, il pipistrello inciampa e cade in una pozza di lava, ma viene salvata da Knuckles appena in tempo. Infastidita e allo stesso tempo intrigata dai sentimenti discordi che Knuckles prova per lei, cede al suo avversario gli altri pezzi, permettendogli di ricostruire l'enorme smeraldo verde.
Nel frattempo, Eggman scopre che non solo Sonic, Tails e Amy si trovano nella colonia, ma che i computer rilevano due fonti di energia, anziché una: Tails deve aver portato con sé due smeraldi, e lo scienziato non tarda a capire che uno di essi è un falso. Si reca così nei meandri della colonia, dove cattura Amy e le ordina di rivelargli dove sono Sonic e Tails. Anche Tails viene preso e Sonic è costretto a consegnare ad Eggman lo smeraldo mancante. Tuttavia, lo scienziato sa che sta per dargli la copia e tende al suo nemico una trappola: lo imprigiona in una capsula, che poi viene sganciata ed esplode nello spazio.
Intanto, Rouge si reca nella stanza di controllo per rubare tutti gli smeraldi e quindi fuggire, ma viene scoperta da Shadow che intuisce il suo doppio gioco. Tuttavia, il pipistrello non si fa intimorire e consegna al riccio nero le informazioni che è riuscita a ottenere sul "Progetto Shadow": insinua così che egli non sia la vera forma di vita definitiva e che molto probabilmente i suoi ricordi siano stati manipolati. Ma a Shadow la cosa non interessa ed è comunque intenzionato a mantenere la promessa fatta a Maria. Nel bel mezzo del confronto, Eggman chiama Shadow e lo informa che ha con sé il settimo smeraldo e che qualcuno si sta avvicinando al cannone, proprio mentre mancano pochi minuti prima alla sua riattivazione.
Shadow scopre che quel "qualcuno" è Sonic, salvatosi dall'esplosione della capsula. I due si affrontano in duello e il riccio nero sconfigge quello blu. Ormai ad Eggman non resta che inserire lo smeraldo mancante e portare a termine la conquista del mondo.

### Final Story
(Shadow ricorda il suo vero scopo)
Dopo aver assistito ai due finali, il giocatore potrà accedere alla Final Story, dove viene rivelato il vero finale.
Ritroviamo il Dr. Eggman pronto a sparare con il Cannone Eclissi in direzione della Terra, quando all'improvviso i sistemi della colonia si bloccano e sullo schermo del computer centrale appare l'immagine di suo nonno Gerald, incatenato ad una sedia, poco prima di essere giustiziato. Intanto, Sonic e Knuckles cercano di fuggire, ma rimangono chiusi in una stanza assieme a Rouge, che li informa che la colonia sta precipitando verso la Terra ad altissima velocità. Nel filmato (trasmesso su tutti i maxi-schermi della stazione e della Terra), Gerald annuncia che chiunque riattiverà il cannone con i sette Chaos Emerald causerà la caduta dell'intera colonia sul pianeta Terra, provocandone la distruzione e portando così a compimento la tanto bramata vendetta del defunto scienziato, a cui è stato "portato via tutto".
Poco dopo, Eggman trova un disco contenente il diario di suo nonno, in cui viene fatta ulteriore chiarezza: Gerald è angosciato perché non capisce cosa vi fosse di sbagliato nel "Progetto Shadow" su cui stava lavorando. Credendo che avrebbe aiutato l'umanità, non si spiega come mai un manipolo di truppe della G.U.N. abbia fatto irruzione nella colonia, disattivandola e uccidendo numerose persone, tra cui sua nipote, Maria. Lo scienziato, ormai impazzito, confessa poi di aver lavorato a un progetto parallelo al "Progetto Shadow" originale, dando vita a Shadow the Hedgehog, il cui compito sarebbe stato, per l'appunto, quello di vendicare il geniale scienziato.
Sonic, Tails, Knuckles, Amy, Eggman e Rouge non hanno altro scelta se non quella di allearsi. Per impedire che la colonia si schianti, dovranno arrestare il flusso di energia che alimenta il centro del cannone, facendosi aiutare dal Master Emerald in possesso di Knuckles.
Tutti si mettono all'opera tranne Amy, che viene lasciata sola ancora una volta. In una delle stanze della colonia abbandonata, trova per caso Shadow, mentre contempla la colonia in imminente impatto con la Terra. Il riccio rosa cerca di convincerlo ad aiutare lei e gli altri, ma il riccio non le dà ascolto. La dolce Amy gli spiega allora che, sebbene alcuni umani siano egoisti e crudeli, non tutti sono malvagi e gran parte di loro è fondamentalmente buona e combatte per realizzare i propri sogni. Shadow si ricorda così delle vere ultime parole di Maria: permettere alle persone di essere felici e di inseguire i loro sogni. Il riccio nero, con il cuore spezzato per le sue azioni, capisce di aver sbagliato e si reca dunque ad aiutare Sonic e gli altri.
Sonic e Knuckles, nel frattempo, si trovano nel cuore del cannone, in procinto di piazzare il Master Emerald al suo interno, quando un enorme mostro appare improvvisamente dinanzi ai loro occhi: si tratta del Biolizard, il prototipo del "Progetto Shadow" che avrebbe dovuto essere incapsulato al posto di Shadow. Il riccio nero giunge appena in tempo per combattere eroicamente contro di essa, permettendo all'echidna e al riccio blu di completare il lavoro.
I due raggiungono l'altare su cui posizionare il Master Emerald. Knuckles recita quindi una formula che permette l'attivazione dello smeraldo e lo spegnimento dell'energia della colonia. Ciononostante, l'ARK è ancora in rotta di collisione con la Terra e il Biolizard è nel frattempo diventato tutt'uno con l'intera struttura. Sonic e Shadow non hanno altra scelta: con l'energia dei sette Chaos Emerald, si trasformano in Super Sonic e Super Shadow e affrontano la mostruosa creatura nello spazio.
I due hanno la meglio, ma la colonia sta ancora precipitando. Insieme, con un potente Chaos Control, riescono a fermare la caduta e a teletrasportare la struttura spaziale, ma Shadow, arrivato allo stremo delle forze, non riesce a mettersi in salvo e precipita sulla Terra.
Sonic rientra nella colonia, dove tutti lo aspettano: mostra loro, con amarezza, un anello proveniente da uno dei guanti di Shadow. Il mondo è di nuovo al sicuro, grazie al coraggio di due eroi, uno dei quali ha dato la vita per salvare l'umanità, adempiendo così alla promessa del riccio nero per la dolce Maria.

## Modalità di gioco

### Storia
La modalità storia è il perno dell'intero gioco: prendendo parte sia alla Hero Story che alla Dark Story, il giocatore dovrà affrontare e completare una sequenza di livelli, intervallati l'un l'altro da una serie di filmati che illustrano lo svolgimento delle due trame. Contrariamente ai precedenti capitoli della serie, la meccanica di gioco è interamente basata sull'alternarsi di tre differenti tipologie di livelli. La prima è incentrata sull'estrema velocità e sulla frenesia tipici del brand SEGA sin dalle sue origini; nella seconda è necessario farsi strada fino al traguardo sparando ai nemici e distruggendo oggetti, casse e porte a bordo di un mech (molto probabilmente questi livelli sono ispirati a quelli che si affrontavano con E-102 Gamma nel primo Sonic Adventure); infine, nella terza, il giocatore deve esplorare un'area alla ricerca dei tre pezzi di un tesoro (in genere una chiave o tre frammenti del Master Emerald), coadiuvato da delle icone che si illumineranno più o meno intensamente a seconda della vicinanza con uno dei tre oggetti (livelli, questi, derivati da quelli che affrontava Knuckles nel primo Sonic Adventure) . Ai livelli di velocità sono associati Sonic e Shadow, a quelli di distruzione Tails ed Eggman e a quelli di caccia al tesoro Knuckles e Rouge. Il compito del giocatore è quello di completare tutti i livelli, giungendo a combattere contro il boss finale.

### Selezione livello
Attraverso una schermata simile ad una mappa, il giocatore può scegliere quali dei livelli già completati nella modalità storia rigiocare. Questo è importante, in quanto potranno essere affrontate delle missioni secondarie utili per guadagnare alcuni dei 180 emblemi necessari al completamento del gioco. Queste, in ordine di sequenza, sono:
- Completare il livello
- Raccogliere 100 anelli nel minor tempo possibile
- Trovare un Chao nascosto, utilizzando la Mystic Melody
- Completare il livello entro il tempo limite
- Completare il livello a difficoltà Hard

### Kart Racing
In questa modalità, affrontabile anche in multigiocatore, si può partecipare a delle gare a bordo di go-kart, simili alle sottosezioni della modalità storia affrontabili con Rouge e Tails.

### Boss
In questa modalità è possibile sfidare i boss già affrontati in modalità storia.

### Multigiocatore
Due giocatori si sfidano in tre differenti tipi di competizioni.
- quelle con Sonic e Shadow sono gare di velocità nelle quali il vincitore è colui che raggiunge per primo il traguardo. Ogni 40 o 60 ring raccolti è possibile usare un attacco per rallentare l'avversario (Sonic Wind e Time Stop per Sonic, Chaos Spear e Chaos Control per Shadow).
- quelle con Eggman e Miles "Tails" Prower sono scontri sparatutto a suon di colpi di cannone e mitragliatrice;
- scegliendo Rouge e Knuckles, sarà necessario trovare il tesoro prima dell'avversario.

I personaggi selezionabili sono gli stessi della modalità storia ma potranno essere utilizzati dei nuovi dopo aver completato il gioco.

### Chao Garden
Come nel suo predecessore Sonic Adventure, è presente il Chao Garden, un giardino dove si possono accudire i Chao. È accessibile tramite la chiave Chao (si può trovare in tutti i livelli) o semplicemente andando nella mappa dei livelli e selezionandolo.
I Chao si evolvono con il progresso del gioco ed è possibile aumentare le loro abilità con le capsule o gli animali che si acquisiscono dai nemici. Inoltre possono anche gareggiare fra loro con una corsa classificata oppure con una lotta di arti marziali.

### Livelli
I livelli sono siti in quattro luoghi principali.
- Central City - La capitale della Federazione Unita,[N 1] fortemente ispirata a San Francisco.
- Prison Island - Una base militare della G.U.N. a massima sicurezza con strutture detentive e una foresta tropicale sita al largo di Central City, è una parodia di Alcatraz e il suo omonimo penitenziario federale.
- Canyon e deserto - Una vasta area desertica divisa in due parti, ispirata al Grand Canyon e il deserto del Sahara; quella pianeggiante ha una piramide dove il dottor Eggman ha costruito una base.
- Colonia spaziale ARK - Il laboratorio di ricerca scientifica spaziale costruito più di cinquant'anni fa dal professor Gerald Robotnik, dove ha creato Shadow nella speranza di guarire la nipote Maria dalla sindrome di immunodeficienza neurologica (NIDS).[N 2]

#### Hero Side
- City Escape[N 3] - Può essere giocato con Sonic
- Wild Canyon - Può essere giocato con Knuckles
- Prison Lane - Può essere giocato con Tails
- Metal Harbor - Può essere giocato con Sonic
- Green Forest - Può essere giocato con Sonic
- Pumpkin Hill - Può essere giocato con Knuckles
- Mission Street - Può essere giocato con Tails
- Aquatic Mine[N 4] - Può essere giocato con Knuckles
- Route 101 - Può essere giocato con Tails
- Hidden Base[N 5] - Può essere giocato con Tails
- Pyramid Cave[N 6] - Può essere giocato con Sonic
- Death Chamber - Può essere giocato con Knuckles
- Eternal Engine - Può essere giocato con Tails
- Meteor Herd - Può essere giocato con Knuckles
- Crazy Gadget - Può essere giocato con Sonic
- Final Rush - Può essere giocato con Sonic
- Green Hill Zone - Può essere giocato con Sonic (dopo aver ottenuto tutti gli emblemi)[10]

#### Dark Side
- Iron Gate - Può essere giocato dal Dr. Eggman
- Dry Lagoon - Può essere giocato da Rouge
- Sand Ocean - Può essere giocato dal Dr. Eggman
- Radical Highway - Può essere giocato da Shadow
- Egg Quarters - Può essere giocato da Rouge
- Lost Colony - Può essere giocato dal Dr. Eggman
- Weapons Bed[N 7] - Può essere giocato dal Dr. Eggman
- Security Hall - Può essere giocato da Rouge
- White Jungle - Può essere giocato da Shadow
- Route 280 - Può essere giocato da Rouge
- Sky Rail - Può essere giocato da Shadow
- Mad Space[N 8] - Può essere giocato da Rouge
- Cosmic Wall - Può essere giocato dal Dr. Eggman
- Final Chase - Può essere giocato da Shadow

#### Last Story
- Cannon's Core - Può essere giocato da Sonic, Tails, Knuckles, Dr. Eggman e Rouge

## Personaggi
| Personaggi selezionabili | Personaggi minori                                             | Boss                                                                                    |
| --- | ------------------------------------------------------------- | --------------------------------------------------------------------------------------- |
| - Sonic the Hedgehog - Shadow the Hedgehog - Miles "Tails" Prower - Knuckles the Echidna - Rouge the Bat - Dr. Eggman - Super Sonic - Super Shadow - Amy Rose - Tikal - Chao - Metal Sonic - Chaos - Big the Cat - Dark Chao | - Omochao - Maria Robotnik - Professor Gerald Robotnik - Chao | - Bigfoot - King Boom Boo - Egg Golem - Hot Shot - Flying Dog - Biolizard - Finalhazard |

### Doppiaggio
| Personaggi                | Doppiatore originale | Doppiatore americano |
| ------------------------- | -------------------- | -------------------- |
| Sonic the Hedgehog        | Jun'ichi Kanemaru    | Ryan Drummond        |
| Shadow the Hedgehog       | Kōji Yusa            | David Humphrey       |
| Miles "Tails" Prower      | Atsuki Morata        | Connor Bringas       |
| Knuckles the Echidna      | Nobutoshi Canna      | Scott Dreier         |
| Amy Rose                  | Taeko Kawata         | Jennifer Douillard   |
| Dr. Eggman                | Chikao Ōtsuka        | Deem Bristow         |
| Rouge the Bat             | Rumi Ochiai          | Lani Minella         |
| Maria Robotnik            | Yuri Shiratori       | Moriah Angeline      |
| Professor Gerald Robotnik | Chikao Ōtsuka        | Marc Biagi           |
| Chao                      | Tomoko Sasaki        | Tomoko Sasaki        |
| Omochao                   | Etsuko Kozakura      | Lani Minella         |

## Colonna sonora
La colonna sonora è stata curata Jun Senoue. Essa, dunque, comprende sia le vocal tracks che la musica da sottofondo del gioco (BGM). Le vocal tracks sono sei, contenute nell'album Sonic Adventure 2 Official Soundtrack e comprendono le versioni riarrangiate di It Doesn't Matter, Believe in Myself, Unknown From M.E., più i nuovi brani Throw It All Away, E.G.G.M.A.N., Fly in the Freedom ed infine il tema principale Live & Learn.
Per quanto riguarda le musiche che fanno da sottofondo ai vari livelli, esse sono contenute nell'album già citato in precedenza ed in Sonic Adventure 2 Original Sound Track multi-dimensional. Quest'ultimo è composto da due CD: nel primo sono contenute 29 tracce e nel secondo 31. Il 22 giugno 2011, in occasione del ventesimo anniversario della serie, è uscito l'album Sonic Adventure 2 Original Soundtrack 20th Anniversary Edition, composto da 30 tracce musicali, sia vocali che musica di sottofondo.

## Altre edizioni

### Sonic Adventure 2: Battle
Sonic Adventure 2: Battle  (ソニックアドベンチャー2 バトル?, Sonikku Adobenchā Tsū Batoru) è un'edizione aggiornata di Sonic Adventure 2 pubblicata per GameCube nel 2001. Quest'ultima presenta tutte le caratteristiche principali del gioco originale, ma con diversi cambiamenti. Questi includono l'aggiunta di un nuovo filmato prima della schermata del titolo, un miglioramento della grafica e una riduzione dei glitch. La luce, gli effetti di shading e le texture sono stati migliorati, offrendo una maggiore chiarezza in vari livelli, e sono stati apportati alcuni ritocchi minori ai personaggi principali (i denti di Amy, ad esempio, non sono più sporgenti e Maria non ha più le ciglia). Sono state aggiunte diverse tracce musicali o sostituite con altre più appropriate, come ad esempio nella scena in cui Rouge e Shadow si incontrano per l'ultima volta nella Dark Story: qui infatti, verso la fine del dialogo, il tema di Rouge viene interrotto, succedendogli quello di Shadow immediatamente dopo. Alcuni cambiamenti importanti sono stati apportati ai livelli nei quali erano presenti problemi di illuminazione, come ad esempio Egg Quarters, dove questa finiva per essere alterata se il giocatore violava il sistema di sicurezza. Sono stati aggiunti effetti di sfondo più realistici, come nel caso di White Jungle, che presentava delle spore viola che cadevano dal cielo, sostituite nella riedizione da un semplice effetto pioggia.

Logo dell'edizione Battle

Il sistema di fuoco lock-on utilizzato da Tails e dal Dr. Eggman è stato velocizzato passando da 12 frame al secondo a 8, e similmente sono stati modificati gli attacchi di Knuckles e Rouge, resi più veloci tramite la rimozione di alcune ripetizioni nei movimenti. Nei livelli incentrati sulla caccia al tesoro, è stato inserito un metodo di rilevamento aggiuntivo, il quale prevede l'apparizione di un punto esclamativo posto sopra la testa del personaggio una volta che questi si troverà nella giusta direzione per la ricerca di uno smeraldo o di una chiave. I vari cameo che compiva Big the Cat nel corso dei livelli della modalità storia sono stati tutti rimossi, comparendo esclusivamente in alcune scene delle storie Dark e Final, ed è stato sostituito nella modalità multigiocatore da un Dark Chao. Tale cambiamento è stato apportato per eliminare un errore per via del quale il personaggio veniva annoverato tra gli antagonisti. Nella modalità multigiocatore Amy Rose, Chao Walker, Tikal, Metal Sonic, Dark Chao Walker e Chaos sono selezionabili senza dover essere sbloccati tramite il raccoglimento di un numero di emblemi specifico. Sono stati aggiunti più livelli, opzioni, abilità per differenziare maggiormente i personaggi e costumi alternativi, quest'ultimi differenti dagli originali per Dreamcast. Alcune modifiche rilevanti sono presenti nella modalità Chao Garden, tra cui l'aggiunta del Black Market all'interno del Chao Kindergarten, inizialmente presente solo sul sito web ufficiale. È stato inoltre aggiunto il minigioco Chao Karate, inserito nel Chao Stadium. Il sistema A-Life è stato notevolmente migliorato con l'aggiunta di ulteriori opzioni, mentre il minigioco Chao Adventure 2 è stato sostituito dal Tiny Chao Garden, accessibile connettendo un Game Boy Advance alla console. Le dimensioni dell'Hero Garden e del Dark Garden sono state leggermente ridotte rispetto alla versione originale.
Nella versione per Dreamcast era inoltre presente una modalità denominata Download Event, che permetteva al giocatore di scaricare contenuti aggiuntivi per il gioco dal sito internet ufficiale, come costumi basati sulle festività di Halloween e di Natale per la modalità multigiocatore e alcuni tracciati aggiuntivi. La versione per GameCube include la maggior parte di questi contenuti già all'interno del gioco, con l'aggiunta di EggRobo come personaggio giocabile nella modalità Kart ed alcuni miglioramenti agli sfondi alternativi per il menu principale. Tra questi è incluso quello di Shadow che non era presente nella versione originale. La sezione in cui viene reso giocabile Knuckles nel livello finale, Cannon's Core, è stata semplificata, infatti nella versione originale il personaggio rischiava molto facilmente di toccare diversi ostacoli e, di conseguenza, di subire danni o addirittura perdere una vita, mentre nella versione per GameCube sono state aggiunte alcune piattaforme per impedire che il personaggio si ferisca nell'impresa.

### Distribuzione digitale
Il 13 luglio 2012, SEGA annunciò che il gioco sarebbe stato reso disponibile come titolo scaricabile per le console Xbox 360 e PlayStation 3 assieme ad un altro titolo, Nights into Dreams.... Sonic Adventure 2 uscì per PlayStation Network e Xbox Live corrispettivamente il 3 ottobre 2012 ed il 5 ottobre 2012.. Uscì anche per Steam il 19 novembre 2012.
Il gioco è stato restaurato a 16:9 in HD a 720p utilizzando le caratteristiche presenti nella versione GameCube in aggiunta alla possibilità di accedere ad Internet per vedere le classifiche ed i progressi degli altri giocatori e l'introduzione dei trofei. Alcune modifiche riguardano principalmente gli elementi grafici, quali i cartelloni pubblicitari che presentavano la pubblicità delle scarpe Soap sostituita dal logo del Sonic Team, le icone delle vite dei personaggi giocabili cambiate con la rispettiva versione laterale, la croce presente sopra ai kit medici cambiata con la lettera "H", il tipo di carattere utilizzato nei sottotitoli e l'aggiunta di testi in italiano. Sono stati reinseriti tutti i cameo di Big the Cat, fatta eccezione per il livello Wild Canyon; è stato aggiunto Omochao nella schermata di caricamento il quale da consigli e suggerimenti in modo molto simile a Sonic Generations, ciò avviene solo nelle versioni Xbox Live e Steam, mentre in quella per PlayStation Network viene saltata. Il Game Boy Advance presente nel Chao Garden che veniva utilizzato per trasferire i Chao è stato sostituito da un macchinario a forma di Chao che permette solo di liberare le piccole creature. Insieme al gioco fu pubblicato anche un DLC denominato Battle che aggiunge: la sequenza d'apertura ed il logo di Sonic Adventure 2: Battle, il minigioco Chao Karate nelle modalità giocatore singolo e multigiocatore, Amy Rose, Metal Sonic, Tikal, Chaos, Chao Walker e Dark Chao Walker disponibili come personaggi giocabili dal principio nella modalità multigiocatore, alcuni livelli che erano precedentemente disponibili esclusivamente nella versione GameCube e l'oggetto "Tema" nel menu opzioni.

## Accoglienza
| Testata                            | Versione | Giudizio |
| ---------------------------------- | -------- | -------- |
| Metacritic (media al 10-05-2020)   | DC       | 89/100   |
| Metacritic (media al 10-05-2020)   | GC       | 73/100   |
| Metacritic (media al 10-05-2020)   | PS3      | 65/100   |
| Metacritic (media al 10-05-2020)   | X360     | 60/100   |
| GameRankings (media al 09-12-2019) | DC       | 83.26%   |
| GameRankings (media al 09-12-2019) | GC       | 72.33%   |
| GameRankings (media al 09-12-2019) | PS3      | 72.00%   |
| GameRankings (media al 09-12-2019) | X360     | 65.62%   |
| GameSpot                           | DC       | 8,6/10   |
| GameSpot                           | GC       | 8,5/10   |
| IGN                                | DC       | 9,4/10   |
| GameRankings                       | DC       | 82,26%   |
| SpazioGames                        | DC       | 9,2/10   |
| SpazioGames                        | GC       | 6,8/10   |
| Nintendo Life                      | GC       | 6/10     |
| Everyeye.it                        | GC       | 8/10     |

Le recensioni dell'epoca furono molto positive, tra alcune notevoli vi sono quelle di GameSpot che ha dato al gioco il voto di 8,6, quella di IGN che ha assegnato un 9.4 come giudizio e quella di GameRankings che valutato il titolo con un 83.26%.
Le recensioni italiane non si sono distaccate molto da quelle americane come indici di gradimento, infatti SpazioGames ha conferito come voto 9.2 mentre Gamesurf ne ha parlato in modo positivo a livello generale. La rivista Rolling Stone apprezzò le sezioni rapide giocabili nei panni di Sonic o Shadow definendole "appassionanti", diversamente trovò decisamente meno coinvolgenti quelle che presentavano gli altri personaggi, nonostante ciò il gioco si rivelava essere un capitolo godibile da recuperare a ogni costo.
Tuttavia la versione per GameCube venne criticata in maniera molto variegata, la riedizione venne valutata negativamente da alcuni critici che avevano apprezzato la versione per Dreamcast mentre altri hanno apprezzato la presenza della maggior parte dei contenuti aggiuntivi presenti precedentemente nell'edizione originale, come Nintendo Life che dato al rifacimento il voto di 6 e GameSpot che gli ha conferito 6.8.
Anche le recensioni italiane hanno subito un cambio di valutazione nei confronti del rifacimento rispetto all'originale anche se la maggior parte sono rimaste comunque positive, tra questi vi sono quelle di SpazioGames che ha conferito come giudizio 8.5 e quella di Everyeye.it che ha dato come voto 8. La rivista Play Generation trattò la versione uscita su PlayStation Network, apprezzando il fatto che il gioco offrisse due differenti storie e sei personaggi fra cui scegliere, oltre alla sua particolarità di passare da una storia all'altra, in quanto parallele e opposte, offrendo così punti di vista differenti; inoltre apprezzò il fatto che fosse stato reso disponibile a prezzo ribassato, il che avrebbe fornito un motivo in più per il suo acquisto.
Brady Langmann, Dom Nero e Cameron Sherrill di Esquire lo classificarono come il nono migliore gioco della serie.
L'edizione per GameCube ha venduto più di un milione di copie.
Il livello Radical Highway è poi riapparso come zona finale di Shadow Generations (2024).

## Adattamenti

### Fumetti
Archie Comics ha prodotto una storia tie in basata su Sonic Adventure 2 ambientandola nel fumetto Sonic the Hedgehog. L'adattamento viene narrato nel numero 98, introducendo la parte iniziale del gioco fino al termine di City Escape. Nelle altre strisce dello stesso albo vengono raccontate le origini di Shadow dalla creazione alla chiusura dell'ARK.
Anni dopo, il numero 2 dello spin-off Sonic Universe ha dato spazio alla storia del titolo videoludico nel secondo numero. In quest'ultimo, è stato tenuto un adattamento abbastanza libero dello svolgimento della storia (partendo dal duello tra Sonic e Shadow su Prison Island), mostrando solamente tra i personaggi presenti Sonic, Shadow e Rouge.

### Anime
La serie d'animazione anime Sonic X include all'interno della seconda stagione un adattamento degli eventi del gioco, che vengono narrati dall'episodio 33, Progetto Shadow all'episodio 38, Duello nello spazio. Questo adattamento risulta fedele alla storia del gioco, soprattutto nella versione giapponese dove sono presenti alcune frasi utilizzate anche nel titolo videoludico. Tuttavia, oltre all'adattamento fedele sono stati aggiunti alcuni ruoli per i personaggi della serie di videogiochi che non sono comparsi in Sonic Adventure 2, tra cui Cream the Rabbit.

### Cinematografico
Il lungometraggio cinematografico live-action della Paramount Sonic 3 - Il film (2024), diretto da Jeff Fowler, è tratto in parte dal videogioco e riguarda la storia di Shadow the Hedgehog.